# 2024 en Estonie
Cet article présente les faits marquants de l'année 2024 en Estonie.

## Évènements
- juin : élections européennes.

## Décès
- 31 décembre : Arnold Rüütel, homme politique